# Schwedische Meisterschaften im Biathlon 2023
Die Schwedischen Meisterschaften im Biathlon 2023 fanden zwischen dem 24. und 26. März 2023 im Skidsstadion von Sollefteå statt. Neben den Meisterschaften für die Senioren wurden die Konkurrenzen in Sprint, Massenstart und Single-Mixed-Staffel auch für verschiedene Altersklassen im Jugend- und Juniorenbereich ausgetragen.
Nicht am Start war Elvira Öberg.

## Zeitplan
| Datum          | Männer                         | Männer                         | Frauen                         | Frauen                         |
| -------------- | ------------------------------ | ------------------------------ | ------------------------------ | ------------------------------ |
| 24. März (Fr.) | ab 13:00 Uhr                   | Sprint (10 km)                 | ab 13:00 Uhr                   | Sprint (7,5 km)                |
| 25. März (Sa.) | 15:00 Uhr                      | Massenstart (15 km)            | 11:30 Uhr                      | Massenstart (12,5 km)          |
| 26. März (So.) | 12:00 Uhr Single-Mixed-Staffel | 12:00 Uhr Single-Mixed-Staffel | 12:00 Uhr Single-Mixed-Staffel | 12:00 Uhr Single-Mixed-Staffel |

Alle Startzeiten in MEZ.

## Männer

### Sprint (10 km)
| Platz | Starter              | Verein             | Zeit        | Schießfehler |
| ----- | -------------------- | ------------------ | ----------- | ------------ |
| 1     | Jesper Nelin         | Piteå SK           | 25:09,7 min | 0+0          |
| 2     | Martin Ponsiluoma    | Tullus SG          | +17,6       | 1+1          |
| 3     | Sebastian Samuelsson | I 21 IF            | +18,6       | 0+1          |
| 4     | Peppe Femling        | Piteå SK           | +1:06,1     | 2+1          |
| 5     | Malte Stefansson     | Oxbergs IF         | +1:29,0     | 1+2          |
| 6     | Henning Sjökvist     | Biathlon Östersund | +1:31,9     | 1+1          |
| 7     | Oskar Brandt         | I 2 IF             | +1:56,5     | 1+3          |
| 8     | Oskar Ohlsson        | Tullus SK          | +2:10,2     | 3+1          |
| 9     | Simon Hallström      | Lima SG            | +2:12,9     | 2+2          |
| 10    | David Nykvist        | Skidklubben Bore   | +2:25,3     | 3+0          |

Start: 24. März 2023

### Massenstart (15 km)
| Platz | Starter              | Verein             | Zeit        | Schießfehler |
| ----- | -------------------- | ------------------ | ----------- | ------------ |
| 1     | Peppe Femling        | Piteå SK           | 38:03,5 min | 0+1+0+0      |
| 2     | Martin Ponsiluoma    | Tullus SG          | +33,7       | 2+1+0+0      |
| 3     | Jesper Nelin         | Piteå SK           | +37,8       | 0+2+0+0      |
| 4     | Sebastian Samuelsson | I 21 IF            | +40,7       | 1+0+0+1      |
| 5     | Henning Sjökvist     | Biathlon Östersund | +57,6       | 0+0+0+2      |
| 6     | Oskar Ohlsson        | Tullus SG          | +1:08,8     | 1+2+0+1      |
| 7     | Malte Stefansson     | Oxbergs IF         | +1:16,3     | 0+2+2+3      |
| 8     | Oskar Brandt         | I 2 IF             | +1:17,6     | 0+3+1+3      |
| 9     | Johan Bergman        | I 21 IF            | +1:18,5     | 1+1+1+2      |
| 10    | Mathias Modin        | I 21 IF            | +1:20,5     | 1+1+1+0      |

Start: 25. März 2023

## Frauen

### Sprint (7,5 km)
| Platz | Starter                | Verein             | Zeit        | Schießfehler |
| ----- | ---------------------- | ------------------ | ----------- | ------------ |
| 1     | Anna Magnusson         | Piteå SK           | 23:16,7 min | 0+0          |
| 2     | Hanna Öberg            | Piteå SK           | +6,4        | 1+2          |
| 3     | Johanna Skottheim      | Lima SKG           | +26,2       | 1+0          |
| 4     | Emma Nilsson           | Skidklubben Bore   | +42,4       | 0+1          |
| 5     | Felicia Lindqvist      | Biathlon Östersund | +53,4       | 0+1          |
| 6     | Stina Nilsson          | Lima SKG           | +58,9       | 1+1          |
| 7     | Mona Brorsson          | Finnskoga IF       | +1:00,3     | 0+2          |
| 8     | Annie Lindh            | Finnskoga IF       | +1:11,6     | 0+0          |
| 9     | Nicolina Lindqvist     | Biathlon Östersund | +1:11,8     | 1+2          |
| 10    | Anna-Karin Heijdenberg | Tullus SG          | +1:39,7     | 1+2          |

Start: 24. März 2023

### Massenstart (12,5 km)
| Platz | Starter                | Verein             | Zeit        | Schießfehler |
| ----- | ---------------------- | ------------------ | ----------- | ------------ |
| 1     | Anna Magnusson         | Piteå SK           | 37:39,5 min | 0+0+0+0      |
| 2     | Hanna Öberg            | Piteå SK           | +12,0       | 0+3+0+1      |
| 3     | Mona Brorsson          | Finnskoga IF       | +1:05,4     | 0+0+0+1      |
| 4     | Emma Nilsson           | Skidklubben Bore   | +1:55,5     | 1+0+0+0      |
| 5     | Stina Nilsson          | Lima SKG           | +2:24,1     | 2+1+1+2      |
| 6     | Annie Lindh            | Finnskoga IF       | +2:26,4     | 0+1+1+0      |
| 7     | Johanna Skottheim      | Lima SKG           | +2:29,7     | 0+2+1+2      |
| 8     | Anna-Karin Heijdenberg | Tullus SG          | +2:33,0     | 1+1+0+2      |
| 9     | Ella Halvarsson        | Biathlon Östersund | +3:03,2     | 0+0+0+3      |
| 10    | Nicolina Lindqvist     | Biathlon Östersund | +3:30,6     | 2+1+2+1      |

Start: 25. März 2023

## Single-Mixed-Staffel
| Platz | Starter                                    | Verein               | Zeit        | Strafrunden + Nachlader |
| ----- | ------------------------------------------ | -------------------- | ----------- | ----------------------- |
| 1     | Anna Magnusson Jesper Nelin                | Piteå SK 1           | 39:06,6 min | 0+8                     |
| 2     | Hanna Öberg Peppe Femling                  | Piteå SK 2           | +55,3       | 3+20                    |
| 3     | Anna Hedström Sebastian Samuelsson         | I21 IF 1             | +1:14,7     | 1+12                    |
| 4     | Nicolina Lindqvist Henning Sjökvist        | Biathlon Östersund 1 | +1:16,5     | 0+8                     |
| 5     | Anna-Karin Heijdenberg Martin Ponsiluoma   | Tullus SG 1          | +2:05,2     | 0+16                    |
| 6     | Johanna Skottheim Sebastian Jansson Saadio | Lima SKG 1           | +2:35,7     | 0+17                    |
| 7     | Stina Nilsson Simon Hallström              | Lima SKG 2           | +2:53,3     | 0+17                    |
| 8     | Mona Brorsson Fabian Hermansson            | Finnskoga IF         | +3:07,3     | 1+16                    |
| 9     | Emma Nilsson David Nykvist                 | SK Bore Torsby 1     | +4:53,2     | 4+19                    |
| 10    | Johanna Nordqvist Johan Bergman            | I21 IF 2             | +5:20,0     | 6+22                    |

Start: 26. März 2023